# Karl Krause (Manager)

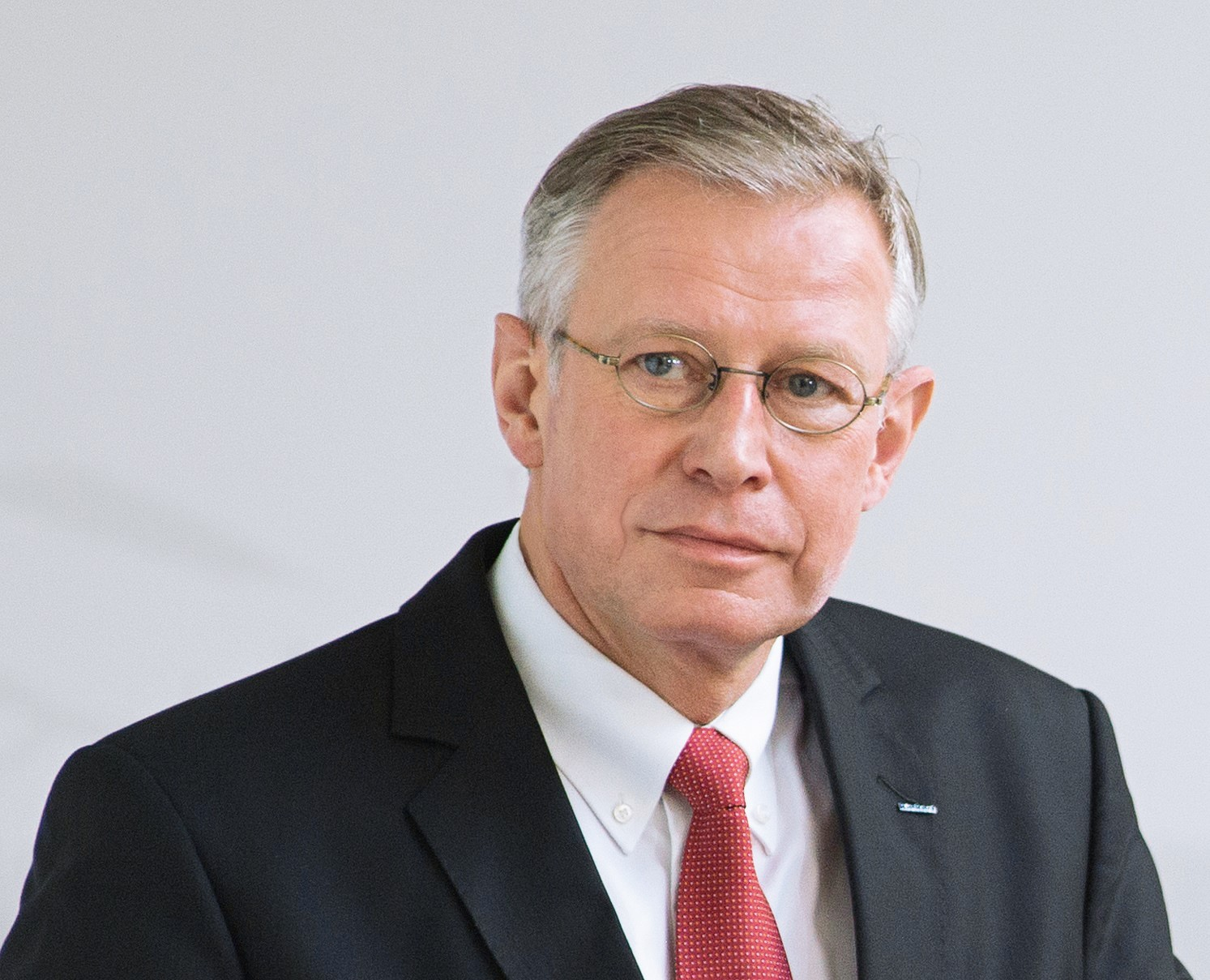
Karl Krause (2018)

Karl Krause (* 20. Oktober 1960 in Bad Harzburg) ist ein deutscher Manager und war von Mai 2007 bis Juni 2018 Vorstandsvorsitzender der Kiekert AG mit Hauptsitz in Heiligenhaus.

## Leben
Karl Krause absolvierte von 1981 bis 1986 ein Maschinenbaustudium an der Technischen Universität Clausthal. Im Anschluss promovierte er dort in Fertigungstechnik/Betriebsfestigkeit. Danach war Krause von 1989 bis 1993 als Assistent der Geschäftsführung für den Automobilzulieferer Brose Fahrzeugteile in Coburg tätig. Ab 1993 arbeitete Krause bei den Automobilzulieferern Teves Bremssysteme und SWF-Wischersysteme, die damals beide zur ITT Automotive Europe GmbH gehörten. Von 1999 bis 2002 war er Director Operations Safety Systems Europe des US-amerikanischen Automobilzulieferer TRW Automotive GmbH in Alfdorf, wo er zur Kosteneinsparung die Produktion nach Osteuropa auslagerte. Danach war Krause kurzzeitig als Geschäftsführer von Huber Verpackungen in Öhringen tätig. Anschließend arbeitete Krause von 2003 bis 2007 als Vice President Manufacturing und Geschäftsführer bei der Visteon GmbH in Kerpen, wo er für die Restrukturierung der Fabriken und den Verkauf einzelner Geschäftsbereiche zuständig war.
Im Mai 2007 wurde Krause nach der Übernahme durch eine britische Investmentgruppe Vorstandsvorsitzender der Kiekert AG. Krause verfolgte mit der Kiekert AG eine Globalisierungsstrategie. Kernelemente der Neuaufstellung waren Kostensenkungen, Produktinnovationen und der Auf- und Ausbau der Geschäfte in Asien, insbesondere in China. Die Kiekert AG verdoppelte unter Krause den Umsatz.
Obwohl der Schritt „äußerst umstritten“ war, setzte Krause sich 2012 für den Verkauf sämtlicher Aktienanteile an die chinesische Lingyun Gruppe ein. 2015 berief der Aufsichtsrat der Kiekert AG Krause für eine dritte Amtszeit zum CEO, bis zu seinem planmäßigen Ausscheiden im Jahr 2018.
Anschließend übernahm Krause als Vorsitzender der Geschäftsführung ein Jahr lang die Leitung der defizitären Schlemmer Gruppe in Aschheim, stabilisierte die Gruppe durch scharfe Restrukturierungsschritte und trieb die Portfoliobereinigung voran. Die 2020 beginnende Corona-Krise war der Startpunkt für die Auflösung der Schlemmer Gruppe durch M&A-Maßnahmen und Insolvenzen einiger Geschäftsteile.
Krause ist Vater einer Tochter.

## Mandate
Krause war von 2009 bis 2010 Aufsichtsrat der Honsel AG und von 2020 bis 2024 Beirat des Automobilzulieferers Huf Hülsbeck & Fürst GmbH & Co. KG in Velbert. Von 2007 bis 2020 war Krause gewähltes Mitglied im Beirat des VDA und 2014 wurde er in den Regionalbeirat der Deutschen Bank AG für Wuppertal berufen (bis 2020).

## Belege
1. 1 2 3  Clausthaler Köpfe – Dr. Karl-Friedrich Krause. Alumnimanagement der TU Clausthal, abgerufen am 20. März 2025.
2. ↑  Chefbüros: Ein Blick auf die Schreibtische der Macht. In: Wirtschaftswoche. 1. Juni 2015, S. 2, archiviert vom Original am 30. November 2015; abgerufen am 20. März 2025.
3. ↑  http://www.bloomberg.com/profiles/people/17663280-karl-krause, Bloomberg Business
4. 1 2 3  Der Ex-Kiekert-Chef zieht Bilanz nach elf Jahren. Auf: rp-online vom 10. August 2018, abgerufen am 5. Oktober 2018.
5. ↑  Kiekert Neue Eigner, neuer Chef, Manager Magazin, 21. Mai 2007
6. ↑  Kiekert und der Knarziator, Handelsblatt, 20. Juni 2014
7. ↑  Jedes fünfte Auto hat ein Kiekert-Schloss. Website der Rheinischen Post, 30. August 2014
8. ↑  Autozulieferer Kiekert verkauft Elektroniksparte, WirtschaftsWoche, 14. März 2008
9. ↑  Stefan Mülders: Der Ex-Kiekert-Chef zieht Bilanz nach elf Jahren: Umsatz verdoppelt – Stab ist übergeben. 10. August 2018, abgerufen am 4. Februar 2022.
10. ↑  China war mutig und richtig, Website der Rheinischen Post, 14. April 2015
11. ↑  Kiekert Vorstand treibt Globalisierung voran, Website der Rheinischen Post, 8. Oktober 2015
12. ↑  Guido Hanel wird zum neuen Vorstandsvorsitzenden der Kiekert AG berufen - Kiekert AG. Abgerufen am 18. Juli 2018.
13. ↑  https://www.automobilwoche.de/article/20180920/NACHRICHTEN/180929990/ehemaliger-kiekert-chef-karl-krause-neuer-chef-der-schlemmer-gruppe
14. ↑  Neue Mitglieder im Aufsichtsrat der Honsel AG. 3. Februar 2022, abgerufen am 4. Februar 2022 (deutsch).

| Personendaten    | Personendaten     |
| ---------------- | ----------------- |
| NAME             | Krause, Karl      |
| KURZBESCHREIBUNG | deutscher Manager |
| GEBURTSDATUM     | 20. Oktober 1960  |
| GEBURTSORT       | Bad Harzburg      |